# Мост Генерала Рафаэля Урданеты
Мост Генерала Рафаэля Урданеты (Puente General Rafael Urdaneta) — железобетонный автодорожный мост через озеро Маракайбо в Сулии на северо-западе Венесуэлы. Соединяет город Маракайбо с остальной частью страны. Является одним из самых длинных мостов в мире.
Назван в честь южноамериканского военного и политического деятеля Рафаэля Урданеты.

## История
Конкурс на лучший проект моста был объявлен в 1957 году. Победителем был признан проект итальянского инженера-строителя Риккардо Моранди. Возведение моста было грандиозным строительным экспериментом.
При строительстве были использованы модульные конструкции и стандартные элементы. Торжественное открытие моста состоялось 24 августа 1962 года в присутствии президента Венесуэлы Р. Бетанкура.
6 апреля 1964 года танкер Esso Maracaibo корпорации Creole Petroleum Corporation, загруженный 262 тыс. баррелей сырой нефти (общим весом 36 тысяч т), из-за отказа электросистемы управления врезался в опоры № 31 и № 32, в результате чего обрушилось два пролёта моста длиной 259 м. Три автомобиля и грузовик, проезжавшие по мосту, рухнули в воду, при этом погибло семь человек.
Мост был восстановлен в течение 8 месяцев корпорацией Creole Petroleum Corporation и компанией Precomprimido CA. Стоимость восстановительных работ составила 5 млн долларов.

## Конструкция
Мост железобетонный комбинированной системы комбинированный (рамно-вантовая система Моранди). Общая длина моста составляет 8678 м, он состоит из 135 пролётов. Схема разбивки на пролёты — 26,5 + 2 х 46,6 + 65,8 + 15 х 85 + 160 + 5 х 235 + 160 + 11 х 85 + 65,8 + 77 х 46,5 + 20 х 36,6 м. Центральная часть моста состоит из пяти пролетов по 235 м и двух пролетов по 160 м. Консольные выносы, жестко присоединенные к Х-образным опорам, подвешены к железобетонным предварительно напряженным вантам и пилонам высотой 92 м. Сечение балок в больших пролетах — трехъячеистая коробка шириной понизу 14,22 м при общей ширине в уровне проезжей части 17,4 м. Надопорная двухконсольная часть пролетного строения, своими концами подвешенная к вантам, имеет общую длину 189,05 м. Подвесные части пролетного строения имеют длину 45,95 м. Каждая из четырёх вант надопорного усиления состоит из 16 обетонированных канатов закрытого типа диаметром 75 мм расчетным усилием 150 тс. Четырёхрядное расположение канатов (4 х 4 при переходе через голову пилонов располагается в 2 ряда (2 х 8).